# Małe Zauszyce
Małe Zauszyce (biał. Малыя Заўшыцы; ros. Малые Завшицы) – osiedle na Białorusi, w obwodzie mińskim, w rejonie soligorskim, w sielsowiecie Akciabr.
Dawniej razem z Dużymi Zauszycami stanowiły jedną wieś i majątek ziemski. W Imperium Rosyjskim Zauszyce leżały w guberni mińskiej, w powiecie słuckim. W latach 1919–1920 znajdowały się w Polsce, pod Zarządem Cywilnym Ziem Wschodnich, w okręgu mińskim, w powiecie słuckim. Wyznaczona w traktacie ryskim granica polsko-sowiecka pozostawiła miejscowość po stronie sowieckiej.